# Женская сборная Узбекистана по футболу
Же́нская сбо́рная Узбекиста́на по футбо́лу (узб. Oʻzbekiston ayollar milliy futbol terma jamoasi / Ўзбекистон аёллар миллий футбол терма жамоаси) — национальная женская сборная, представляющая Узбекистан на международных турнирах и матчах по футболу. Организацией, осуществляющей контроль и управление сборной является Футбольная ассоциация Узбекистана, которая является полноправным членом АФК и ФИФА. Пять раз участвовала на кубке Азии среди женщин, и всегда заканчивала турнир на групповом этапе. Не имеет континентальных и международных успехов. Была организована в 1995 году, через четыре года после независимости Узбекистана.

## Последние результаты и предстоящие матчи
| Период    | Статья                                                 |
| --------- | ------------------------------------------------------ |
| 1995—2005 | Матчи женской сборной Узбекистана по футболу 1995—2005 |
| 2006—2015 | Матчи женской сборной Узбекистана по футболу 2006—2015 |
| 2016—2025 | Матчи женской сборной Узбекистана по футболу 2016—2025 |

## История выступлений на международных турнирах

### Кубки Азии
| Год   | Раунд                  | Место                  | И                      | В                      | Н                      | П                      | МЗ                     | МП                     | РМ                     |
| ----- | ---------------------- | ---------------------- | ---------------------- | ---------------------- | ---------------------- | ---------------------- | ---------------------- | ---------------------- | ---------------------- |
| 1995  | гр. турнир             |                        | 3                      | 1                      | 0                      | 2                      | 1                      | 17                     | −16                    |
| 1997  | гр. турнир             |                        | 3                      | 1                      | 0                      | 2                      | 2                      | 17                     | −15                    |
| 1999  | гр. турнир             |                        | 4                      | 3                      | 0                      | 1                      | 9                      | 6                      | +3                     |
| 2001  | гр. турнир             |                        | 3                      | 2                      | 0                      | 1                      | 9                      | 11                     | −2                     |
| 2003  | гр. турнир             |                        | 3                      | 0                      | 0                      | 3                      | 2                      | 21                     | −19                    |
| 2006  | Не прошла квалификацию | Не прошла квалификацию | Не прошла квалификацию | Не прошла квалификацию | Не прошла квалификацию | Не прошла квалификацию | Не прошла квалификацию | Не прошла квалификацию | Не прошла квалификацию |
| 2008  | Не прошла квалификацию | Не прошла квалификацию | Не прошла квалификацию | Не прошла квалификацию | Не прошла квалификацию | Не прошла квалификацию | Не прошла квалификацию | Не прошла квалификацию | Не прошла квалификацию |
| 2010  | Не прошла квалификацию | Не прошла квалификацию | Не прошла квалификацию | Не прошла квалификацию | Не прошла квалификацию | Не прошла квалификацию | Не прошла квалификацию | Не прошла квалификацию | Не прошла квалификацию |
| 2014  | Не прошла квалификацию | Не прошла квалификацию | Не прошла квалификацию | Не прошла квалификацию | Не прошла квалификацию | Не прошла квалификацию | Не прошла квалификацию | Не прошла квалификацию | Не прошла квалификацию |
| 2018  | Не прошла квалификацию | Не прошла квалификацию | Не прошла квалификацию | Не прошла квалификацию | Не прошла квалификацию | Не прошла квалификацию | Не прошла квалификацию | Не прошла квалификацию | Не прошла квалификацию |
| 2022  | Не прошла квалификацию | Не прошла квалификацию | Не прошла квалификацию | Не прошла квалификацию | Не прошла квалификацию | Не прошла квалификацию | Не прошла квалификацию | Не прошла квалификацию | Не прошла квалификацию |
| Всего | 5/11                   | —                      | 16                     | 7                      | 0                      | 9                      | 23                     | 72                     | −49                    |

1. ↑  В ничьи включены также матчи плей-офф, которые завершились послематчевыми пенальти.